# 奥蒂斯科
奥蒂斯科（英語：Otisco）是位于美国纽约州奥农多加县的一个镇，地处雪城西南部。2010年美国人口普查时，该镇有2541人。该地处于阿巴拉契亚山脉的北缘，通过断崖与北部的安大略湖平原相接。